# Pilinyi-patak
A Pilinyi-patak a Cserhátban ered, Piliny településtől északra, Nógrád vármegyében, mintegy 220 méteres tengerszint feletti magasságban. A patak forrásától kezdve déli irányban halad, majd Endrefalva nyugati részénél éri el a Ménes-patakot.

## Part menti települések
- Piliny
- Endrefalva